# MIRC
mIRC /популярен в България като Мирка/ е софтуер клиент за Internet Relay Chat (IRC) за Windows, създаден през 1995 г.
Това е напълно функционална помощна програма за чат, а вграденият скриптов език го прави разтегателен и гъвкав.
mIRC е описан като „един от най-популярните IRC клиенти, налични за Windows.“ Той е бил изтеглен над 40 милиона пъти от сайт на CNET Download.com.
През 2003 г. Nielsen / NetRatings класира mIRC сред десетте най-популярни интернет приложения=

## История
mIRC е създаден от Халед Мардам-бей (арабски: خالد مردم بي), британски програмист от палестински и сирийски произход. Той започва да разработва софтуера в края на 1994 г. и пуска първата му версия на 28 февруари 1995 г.
Мардам-Бей заявява, че е решил да създаде mIRC, тъй като смята, че първите клиенти на IRC за Windows липсват някои основни IRC функции. След това продължи да го развива поради предизвикателството и факта, че хората оценяват работата му. Авторът заявява, че последвалата му популярност му е позволила да изкарва прехраната си от mIRC. mIRC е споделен софтуер и изисква плащане за регистрация след 30-дневния период за оценка.
Разработчикът заявява, че версия 5.91 е последната, която поддържа 16-битов Windows; 6.35 е последният, който поддържа Windows 95, NT 4.0, 98 и ME. Текущата версия поддържа Windows XP и по-нови версии.